# Have it All
«Have it All» es el cuarto y último sencillo extraído del disco One by One de los Foo Fighters. Incluye una versión de Darling Nikki, canción original de Prince.

## Lista de canciones
1. «Have It All»
2. «Darling Nikki» (cover de Prince)
3. «Disenchanted Lullaby» (directo, acústico Radio1 Gran Bretaña, 19 de agosto de 2003)

- Datos: Q2398208